# Пономарёв, Юрий Николаевич
Юрий Николаевич Пономарёв — советский хозяйственный, государственный и политический деятель.

## Биография
Родился в 1932 году в Кушве. Член КПСС.
Образование высшее (окончил Уральский политехнический институт)
С 1955 года — на хозяйственной, общественной и политической работе.
- В 1955—1959 гг. — старший, ведущий инженер отдела главного металлурга Барнаульского котельного завода.[1]
- В 1959—1961 гг. — начальник монтажного участка строительного управления «Тепломонтаж».[1]
- В 1961—1966 гг. — главный инженер сажевого завода, главным инженер и директор Барнаульского асбестового завода Барнаульского резиноасбестового комбината.[1]
- В 1966—1972 гг. — директор завода АТИ в Волжском.[1]
- В 1972—1985 гг. — первый секретарь Волжского горкома КПСС.[1]

Делегат XXV съезда КПСС.
Умер в Волжском в 1986 году.